# Macadán

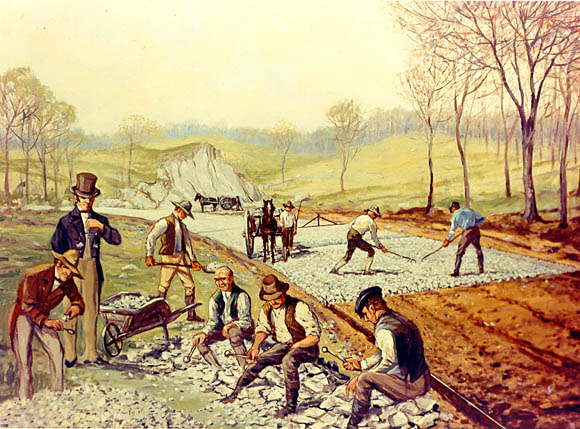
Construcción de la primera carretera de macadán en Estados Unidos de América (1823).

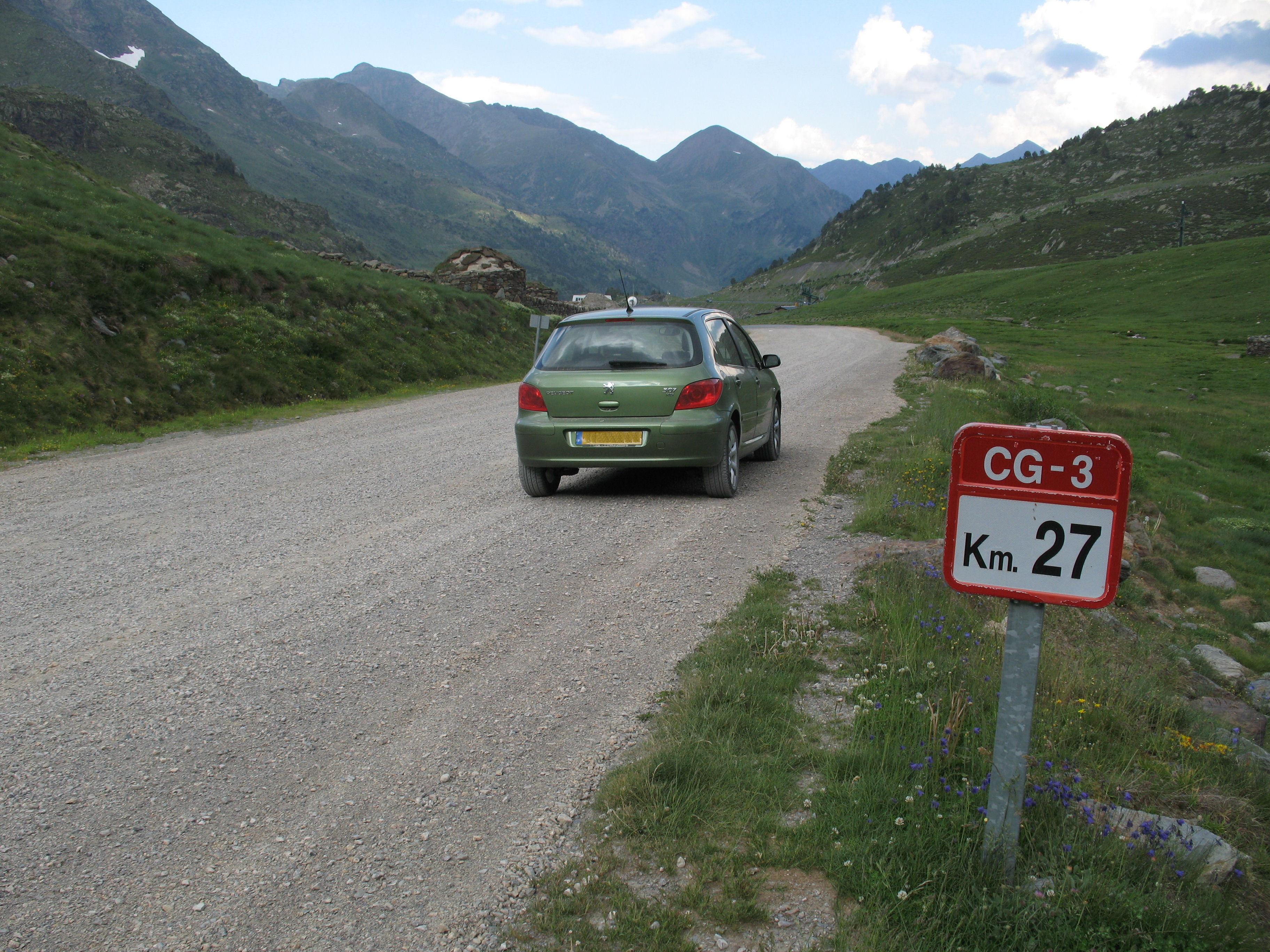
Carretera de macadán.

El macadán (voz derivada de macadam, a su vez de John Loudon McAdam, el inventor de este proceso de construcción de carreteras) es el material de construcción que está constituido por un conjunto de áridos, de granulometría discontinua, obtenido extendiendo y compactando un árido grueso cuyos huecos se rellenarán con un árido fino denominado recebo. Su uso fue pensado por John McAdam para mejorar el sistema de caminos y carreteras.
El árido grueso procederá de piedra de cantera, machacada y triturada, o será de grava natural; la grava natural deberá contener, como mínimo, un setenta y cinco por ciento, en peso, de elementos machacados que presenten dos o más caras de fractura. 
El árido se compondrá de elementos limpios, sólidos, uniformes y resistentes, exentos de polvo, suciedad, arcilla u otros materiales extraños.
El recebo, o árido fino, será una arena natural, suelo seleccionado, detritos de machaqueo o un material local; no será plástico y la arena será superior al treinta por ciento.